# Santuario di Shiramine
Il santuario di Shiramine (白峯神宮?, Shiramine jingū) è un santuario shintoista sito a Kyoto, Giappone, nella circoscrizione di Kamigyō-ku.

## Descrizione

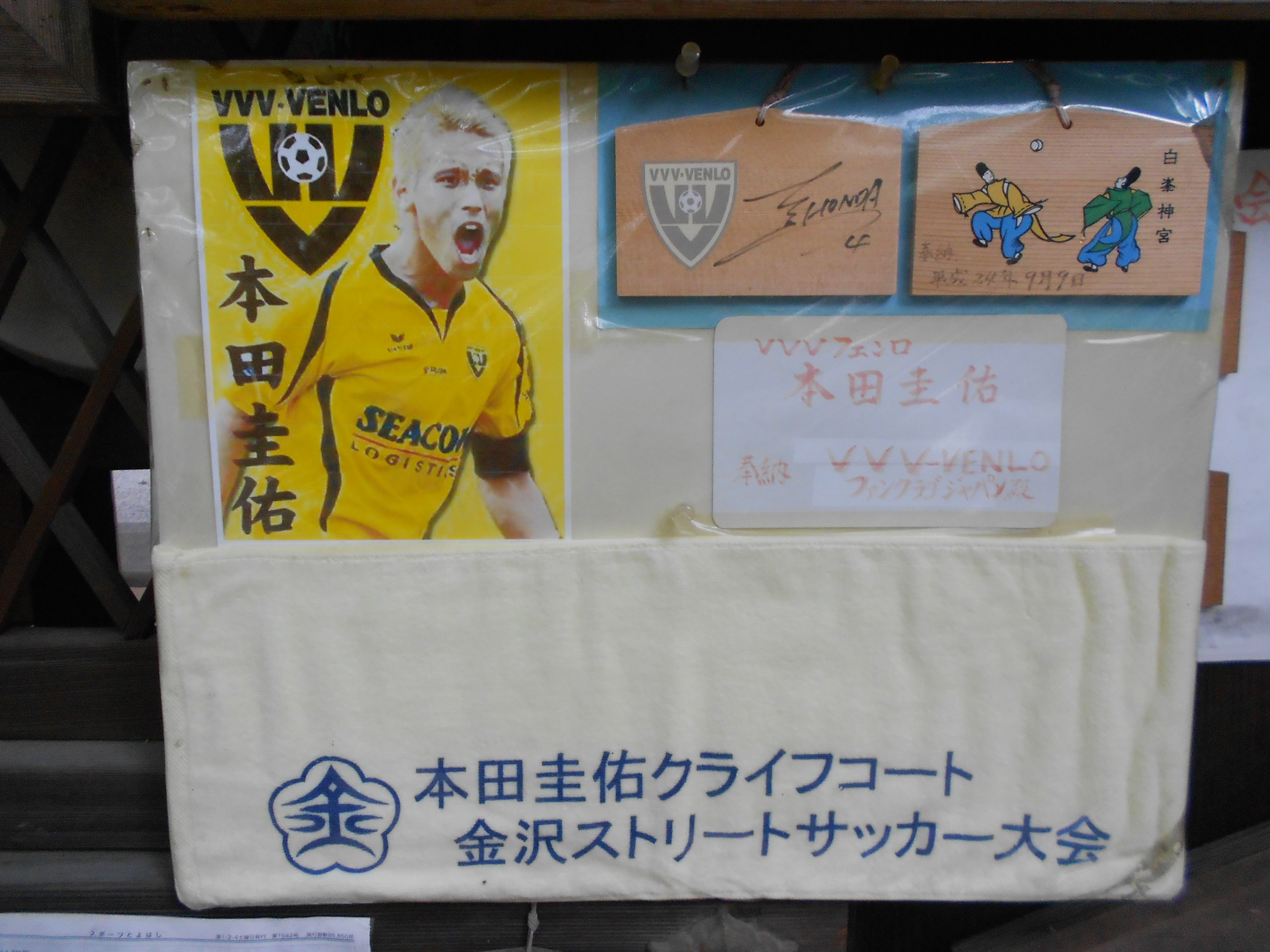
Ema scritto da Keisuke Honda presso il tempio

Il santuario venne fatto erigere per volontà dell'imperatore Meiji nel 1868 che lo volle per onorare gli spiriti di due suoi predecessori: Junnin (733-765) e Sutoku (1119-1164), il cui corpo fu arso presso il monte Shiramine.
Il santuario fu caro alla nobile famiglia Asukai, che avevano legato sin dall'era Heian il proprio nome alla pratica del Kemari, uno sport tradizionale giapponese. Per tale motivo l'edificio venne associato anche alla venerazione di Seidaimyōjin, divinità protettrice del mari, il pallone utilizzato del kemari, e conseguentemente di tutte le discipline sportive che utilizzano una palla.
Numerosi tifosi e sportivi, tra cui il nazionale nipponico di calcio Keisuke Honda, visitano ed hanno visitato il santuario portando palloni, sciarpe, gagliardetti ed altri gadget sportivi, oltre scrivere preghiere e richieste sugli ema, per richiedere la protezione e la benevolenza della divinità per loro stessi o per il club tifato o d'appartenenza.
Nel complesso è presente anche un kakari, il campo di gioco del Kemari.